# Andreu Ripoll i Muntaner
Andreu Ripoll i Muntaner (Barcelona 1933 – 2 de gener de 2017) era un enginyer català. De família mallorquina, de molt petit tornà a Mallorca. El 1952, ingressà a l'Acadèmia Militar de Saragossa i el 1957 deixà l'exèrcit. Obtingué el títol d'enginyer a l'Escola Politècnica de Madrid i amplià estudis sobre investigació operativa a la Universitat Complutense de Madrid (1964-1966) i al Centre de Vol Espacial Goddard, de Maryland (Estats Units, 1967-68). Fou professor de la Universitat Politècnica de Madrid (1966-1968) i es doctorà en enginyeria a l'Escola Superior Politècnica. Entre 1965 i 1968 fou cap de la secció d'enginyers que instal·laren a Espanya els míssils Hawk. Fou sotsdirector i cap del Departament de Manteniment i Operacions de l'Estació de Seguiment Espacial de l'Agència Aeronàutica i Espacial dels Estats Units (NASA) de Fresnedillas (Madrid) i participà en els programes Apollo, Skylab i Apollo-Soiuz (1968-1975).
Organitzà i dirigí l'Estació de Seguiment Espacial de l'Agència Espacial Europea (ESA) de Villafranca del Castillo (Madrid), entre 1975 i 1988. Des d'aquesta estació impulsà programes d'exploració dels raigs ultraviolats i dels raigs X mitjançant observatoris situats a l'espai. El 1982, organitzà el Congrés Internacional d'Investigadors dels Raigs ultraviolats. El 1983, fou el cap d'un grup d'enginyers que estudià la creació d'un satèl·lit espanyol de comunicacions. El 1986, feu part de l'equip que redactà el Pla nacional de l'espai espanyol. A més, ha estat impulsor i director (1988-1994) del Centre Europeu d'Astronautes de l'ESA, situat a Colònia (Alemanya). Des d'aquest càrrec fou el responsable d'establir els criteris de selecció i entrenament dels astronautes europeus. El 1994, tornà a Mallorca.
Ha col·laborat a Enciclopedia de Aviación y Astronáutica (1972), The Cambridge Encyclopaedia of Space (1990) i Atlas de l'Espace (1990). Ha publicat nombrosos articles de recerca científica i tècnica a Bit, Ibérica, Actualidad Científica Española, Sapce Technology, Acta Astronáutica, ESA Bulletin i 'La Revista de Aeronáutica y Astronáutica. També ha publicat articles de caràcter divulgatiu a El País i La Vanguardia i a revistes com Actualidad Electrónica, Conocer i Electrónica Hoy.
Ha estat membre del jurat del premi Príncep d'Astúries (1989-90) i fa part del consell de l'Institut Nacional de Tècnica Aerospacial d'Espanya (des de 1989). Des de 1992, és membre de l'Acadèmia Astronàutica Internacional (IAA) i membre de l'Acadèmia d'Enginyeria (Madrid), des de 1994. El 2001 va rebre el Premi Ramon Llull. L'any 2010 va rebre la medalla d'or del Consell de Mallorca.
El 2010, un asteroide descobert per l'Observatori Astronòmic de Mallorca fou batejat en honor seu: 228133 Ripoll.
Morí el matí del 22 de gener de l'any 2017 als 83 anys.

## Obres
- Electrònica militar (1984)
- El gran atlas del espacio (1987), director científic